# Alliances (roman de Zahn)
Pour les articles homonymes, voir Alliances.
Alliances (titre original : Alliances) est un roman de science-fiction de Timothy Zahn s'inscrivant dans l'univers étendu de Star Wars. Publié aux États-Unis par Del Rey Books en 2018, puis traduit en français et publié par les éditions Pocket en 2019,, il est le deuxième roman de la série Thrawn. Il se déroule deux ans avant la bataille de Yavin.

## Résumé

### Thrawn et Anakin
L'intrigue se déroule en pleine guerre des clones. Le Jedi Anakin Skywalker recherche alors Padmé Amidala, disparue sur la planète Batuu alors qu'elle cherche elle-même la chargée de sa sécurité, Duja, qui enquête alors sur une mystérieuse usine de la Confédération des systèmes indépendants. Dans son enquête, il rencontre le chiss Thrawn. Ils s'entraident alors : Anakin présente la République galactique et la guerre des clones à Thrawn tandis que ce dernier l'aide à retrouver Padmé,,.

### Thrawn et Vador
L'intrigue se déroule en pleine guerre civile galactique. L'empreur Dark Sidious ressent « une perturbation dans la Force » en provenance du monde de Batuu. Il y envoie alors deux de ces plus puissants alliés, le grand amiral Thrawn et le seigneur Sith Dark Vador. Ces deux impériaux sont alors des rivaux qui réclament tous deux la préférence de l'Empereur, mais ils doivent s'allier. Thrawn découvre peu à peu que Dark Vador est en réalité Anakin Skywalker, sans qu'il ne le révèle explicitement, tandis que l'Empire galactique se retrouve confronté à une mystérieuse nouvelle menace alien assoiffée de conquêtes.

## Personnages

### Sous la République
- Thrawn : commandant de la flotte de défense de l'Acendance chiss de voir si la République galactique pourrait être une alliée[6]
- Anakin Skywalker : Jedi durant la guerre des clones[7], général de la République galactique[5]
- Padmé : Politicienne de la République, femme d'Anakin.

### Sous l'Empire
- Thrawn : Chiss, Grand Amiral de l'Empire[8]
- Dark Vador : Seigneur Sith, bras-droit de l'Empereur[7]
- Faro : Commodore du Chimaera, le vaisseau amiral de Thrawn[5]
- Rukh : Guarde du corps que Thrawn a chargé de sa sécurité[5]

## Thrawn
1. Thrawn (Thrawn) - 12 av. BY.
2. Alliances (Alliances) - 22 av. BY et 2 av. BY
3. Trahison (Treason) - 1 av. BY.

## Accueil
Après le succès du premier roman de la trilogie Thrawn de l'univers officiel, le second, Alliances, est attendu pendant quelque temps par les fans du personnage. Finalement, le roman est particulièrement apprécié, avec des critiques mélioratives, qui le préfèrent même parfois au premier tome de la trilogie,,.
Une incohérence liée à ce roman est mise en évidence par le site Screen Rant. En effet, tandis que le guide de référence Star Wars: The Complete Locations précise qu'autour de la planète de Naboo gravite une seule lune, il est précisé par le roman Alliances que Naboo possède non pas un mais trois satellites naturels.
En outre, le personnage de Thrawn est, après la publication d'Alliances, observé comme encore plus intelligent que ne le montrent ses précédentes mises en scène. En effet, il fait partie des quelques personnages à ne pas être impliqués dans la transformation d'Anakin Skywalker en Dark vador mais à avoir deviné clairement qu'il s'agit d'une seule et même personne.
Le roman Alliances, avec les deux autres de sa trilogie, fait partie des livres de l'univers étendu de Star Wars recommandés par le site de CNews. En fait, environ la moitié de la quinzaine de romans de la liste mettent en scène comme personnage principal Thrawn.

## Postérité
Le nouveau peuple des Régions inconnues introduit dans Alliances, l'espèce grysk, est vu par des sites comme celui de RTL comme étant fort probablement la nouvelle menace que les héros et leurs antagonistes doivent affronter en s'unissant. Cette menace est estimée sur Internet comme pouvant se montrer au cinéma dans les films qui suivent la saga Skywalker.
La planète Batuu, présentée pour la première fois au public par l'intermédiaire du roman Alliances, est reprise pour l'attraction Star Wars: Galaxy's Edge. En réalité, Timothy Zahn s'est inspiré des croquis pour l'attraction afin de concevoir la planète Batuu telle qu'elle est présentée dans son roman, mais celui-ci est sorti avant l'inauguration de Galaxy's Edge.